# يوهان غوستاف شتيكل
يوهان غوستاف شتيكل (1805 - 1896 م) هو لاهوتي ومستشرق ألماني.
من آثاره: نشر أمثال علي متناً عربياً وترجمة فارسية (فيينا، 1834 م).